# Sociedade de massa
Sociedade de massa é qualquer sociedade da era moderna que possui uma cultura de massa e instituições sociais impessoais em grande escala. Uma sociedade de massas é uma "sociedade em que a prosperidade e a burocracia enfraqueceram os laços sociais tradicionais".

## Conceito
A sociedade de massa, como uma ideologia, é vista como dominada por um pequeno número de pessoas da elite, que formam grupos interconectados que controlam as condições da vida de muitas pessoas, frequentemente por meio da persuasão e da manipulação.
Com o crescimento do estado centralizado na era moderna, aspectos da vida social como a escola, o trabalho, a saúde, entre outros, passaram ao seu domínio. Na sociedade de massa a burocracia estatal criada é entendida como retirando das pessoas e suas comunidades locais o poder de decidir sobre os aspectos de suas vidas. No que diz respeito ao ensino, por exemplo, é a burocracia estatal que define quais são os parâmetros e padrões educacionais que servirão para a todos educar. Embora essa espécie de nivelamento promovido pela centralização do Estado possa levar à maior igualdade social, tem como risco o distanciamento entre as necessidades locais e aqueles que as promovem. Como quem define as regras é uma burocracia distante, há perda de autonomia pelas famílias e comunidades locais.
A teoria da sociedade de massa tem tido papel ativo em uma ampla gama de estudos de mídia, onde tende a produzir visões idealizadas sobre o impacto dos meios de comunicação de massa, como a televisão e o cinema. Nessa perspectiva, os meios de comunicação são vistos como instrumentos efetivos para alcançar e manter as sociedades de massa já que eles promovem uma cultura nacional. O principal problema disso seria a eliminação das diferenças regionais, que pode levar à desumanização.